# Radio Annick
Radio Annick Antwerpen is een voormalige lokale omroep in de Belgische stad Antwerpen. Radio Annick zond uit op 103 FM, later op 104.2 FM tussen 1979 en 1986.
In 1979 werd Radio Annick voor het eerst de ether ingestuurd. Daar het toen nog verboden was om zelf radio-uitzendingen te verzorgen, gebeurde het meer dan eens dat een uitzending onderbroken werd omdat men een verdachte auto met radar de straat zag in komen rijden. De zendkristal werd even verwijderd tot het gevaar geweken was en men verder kon uitzenden. Van een klein zendbereik met amper drie straten, groeide radio Annick al snel uit tot een begrip bij het jonge volkje. Na minder dan een halfjaar besloeg het bereik eerst de stad Antwerpen en het centrum, om later uit te breiden tot Groot-Antwerpen. 
Radio Annick werd opgericht door Mike en Allan (Michael en Alain Brouhon) in Wilrijk, de eerste testuitzendingen gebeurden vanuit de wagen van Allan, na het opsmoren van de 2 eerste 5watt zenders werd er niets meer afgesteld maar wel een stereosysteem bijgevoegd. Op 1 juni 1980 werd de eerste uitzending vanop de Prins Boudewijnlaan in Wilrijk hoorbaar in het zuiden van Antwerpen.
Via CB werd de ontvangst gemeld en gezocht naar mogelijke medewerkers.
Al snel kwamen er kennissen zich aanmelden en materiaal voorstellen.
Na een week vanuit de slaapkamer werd er verhuisd naar een dakkamer in de Sint Thomasstraat bij Kleinen Tienne. Een zendamateur WKX bood een antenneversterker van 50watt aan en daar was Annick in heel de agglomeratie te horen, er werd naar de garage (het 'putteke' met alle stank van dien) verhuisd. Er werd via de ether gevraagd naar nieuwe DJ's. Enkele kwamen opdagen zoals Piet Keizer (latere oprichter van Radio Antigoon), Serge van Gisteren en Guy Van Antwerpen ook Michel Follet deed hier zijn eerste uitzending  (Ars Antiqua) en De Gebroeders Maxi, Hendrik Tater, Willy wortel, Bert De Grote onbekende (nu Minerva).
Door de tekenaar van de Firma waar Allan werkte werd een sticker ontworpen met de skyline van 't Stad en de postbus 22 te Kontich werd door een andere vrijwilliger ter beschikking gesteld.
Bij de vader van Bert werden de stickers gedrukt.
Op 21 juli werd de eerste top 100 uitgezonden maar helaas was de versterker uitgevallen en was Annick bijna niet meer te ontvangen.
Dit bracht onrust en enkele medewerkers verlieten Annick om Radio 2000 (later Stad) in Berchem op te richten.
Een nieuwe ploeg rond Allan schafte een zender van 100 watt aan.
Ondertussen was de 103FM bezet door de VRT en werd de nieuwe zender eerst op een andere golflengte ingesteld, de kleine zender bleef wel op 103 staan en een andere vrije zender uit Borsbeek relayeerde Annick op 103.5.
Toen haalde Annick de kranten met de vrije zender met 3 golflengtes en geschat op 100 000 luisteraars. 
Eerst werd voorlopig verhuisd naar de ouders van Willy Wortel en werd er gezocht naar een eigen locatie.
Dankzij de verkoop van stickers en het succes van de fuif in de Twaalfmaanden straat kon een pand gehuurd worden op een bovenverdieping op de Van De Nestlei, net om de hoek van de Plantijn Moretuslei.
Daar werd het mogelijk om wat meer comfort te bieden en ook artiesten uit te nodigen.
Tijdens het eindejaarsverlof van 1980 ging Annick de hele dag de lucht in van 7u30 tot minstens middernacht, Allan had een hekel om op het juiste uur te stoppen.
In het weekend waren de uitzendingen tot 2uur of later verzorgd door een nieuwe ploeg rond artiesten zoals Hans De Booy.
Tussen kerst en Nieuw vond de peilwagen van de RTT de zendlocatie en werd er beslist om op 1/1/1981 de uitzendingen voorlopig te staken na het herhalen van de top 100.
Een voorlopig onderdak bij de zender in Borsbeek liet enkele uren zendtijd per dag toe. Annick ging daarna gewoon door op een andere plek op de Amerikalei, dat later weer werd ingeruild voor een studio in het toenmalige Holiday-Inn hotel in Borgerhout.
Na enkele jaren besloten de eigenaren dat het tijd werd om commercieel te gaan. In 1982 werden de eerste reclameboodschappen uitgezonden, aangeleverd door IPB van RTL. En dit in een samenwerkingsverband met o.a; Radio Contact (Brussel), Free (Gent) en WLS (Kortrijk). Dat leidde tot een split met de oprichter van de radio en de andere jongens van het eerste uur. Nochtans was het de periode dat Radio Annick bekende presentatoren aan haar bestand kon toevoegen of terug toevoegen zoals Dirk De Vries, Ron Van De Plas (ex-Mi-Amigo), Luc De Groot (Contact) of Serge Van Gisteren.   De programma's waren dan tevens via cassette ook beschikbaar voor andere stations (Syndicated Programs).  Bij de laatste gezamenlijke uitzending vanuit Hof Ter Lo nam de oprichter afscheid van zijn geesteskind en vrienden. Later gingen velen van hen over naar Radio Antigoon of naar hun oorspronkelijke stations of zwermden later uit naar andere radio- of tv-stations, of haakten gewoon af.  Er werd daarna naar een nieuwe locatie in de Transvaalstraat uitgeweken.
Later zou Radio Annick opgaan in het Contact-netwerk, alhoewel het Brusselse Radio Contact eerst Radio Antigoon hiervoor wou inlijven.  Na het decreet Van Rompuy (1991) die netwerken van radio's verbood, werd het voormalige Radio Annick en Contact Antwerpen VRM.   Enige tijd later zouden zij opgaan in het TopRadio-Netwerk om vervolgens weer alleen te gaan als Crooze.fm